# 럭 앤 로직
《럭 앤 로직》(ラクエンロジック, Luck & Logic)은 TV 애니메이션과 트레이딩 카드 게임을 중심으로 한 일본의 미디어 믹스 작품이다. TV 애니메이션이 동화공방에서 제작되어, 2016년 1월부터 3월까지 방영되었다. 같은 해 1월 28일에는 부시로드에서 트레이딩 카드가 발매되었다.

## 스토리
L.C.922년, 신화의 세계 테트라 헤븐의 마신들이 인간 세계인 셉트피아에 내습. 경찰특수기관 ALCA 소속의 젊은 로지컬리스트들은 수도방위를 위해, 이세계의 여신들과 합체(트랜스)하여 전장에 몸을 던지고 있었다. 있는 "로직"이 부족하면서도 가족과 행복한 생활을 보내고 있던 민간인 츠루기 요시치카는 어느 날, 여름다운 여신 아테나와 만나, 뜻밖의 운명으로 인도된다. 젊은 로지컬리스트들의 천성의 "운(럭)"과 "논리(로직)"에, 세계의 미래가 맡겨졌다.

## 등장 인물

### 인간계
츠루기 요시치카(剣 美親)
목소리 - 오노 켄쇼
본작의 주인공.
유리네 타마키(揺音 玉姫)
목소리 - 타네다 리사
클로에 맥스윌(クロエ・マクスウェル)
목소리 - 토쿠이 소라
아스하 마나(明日葉 学)
목소리 - 미나세 이노리
베로니카 아난코(ヴェロニカ・アナンコ)
목소리 - 미즈노 리사
나나호시 유카리(七星 縁)
목소리 - 아이미
오르가 블레이크차일드(オルガ・ブレイクチャイルド)
목소리 - 마츠오카 요시츠구

### 테트라 헤븐
아테나(アテナ)
목소리 - 우에사카 스미레
비너스(ヴィーナス)
목소리 - 토야마 나오
발키리(ヴァルキリー)
목소리 - 오미가와 치아키
아르테미스(アルテミス)
목소리 - 오리카사 후미코
네메시스(ネメシス)
목소리 - 킷타 이즈미

### 그 외
야루노 겐나이(ヤルノ 現乃)
목소리 - 고다 호즈미
츠루기 시오리(剣 しおり)
목소리 - 카야노 아이
피에리(ピエリ)
목소리 - 우에다 카나
케찰코아틀(ケツァルコアトル)
목소리 - 나카타니 류
로지그라프(ロジグラフ)
목소리 - 미모리 스즈코
루시펠(ルシフェル)
목소리 - 토리우미 코스케

## TV 애니메이션
동화공방에서 제작하여 2016년 1월에서 3월에 걸쳐 방영되었다.
2016년 3월 26일의 TV 애니메이션 최종회 종료 직후에, 같은 방송 내에서 애니메이션의 신 시리즈 시동이 발표되었다.

### 주제가
오프닝 테마 「STORY」
작사・작곡・편곡 - 와타나베 타쿠야 / 노래 - 오노 켄쇼
제 1화에서는 엔딩테마로 사용.
엔딩 테마 「盟約の彼方」(맹약의 저편)
작사 - 카라사와 미호 / 작곡・편곡 - 후지나가 류타로 / 노래 - 닛타 에미
제 1화에서는 미사용.

### 각화 리스트
| 화수       | 일본어 부제   | 번역 부제         | 각본                       | 그림 콘티                              | 연출                                          | 작화감독 | 총작화감독                                    |
| ---------- | ------------- | ----------------- | -------------------------- | -------------------------------------- | --------------------------------------------- | --- | --------------------------------------------- |
| episode 01 | 英雄か 群衆か | 영웅인가 군중인가 | 타카하시 유우야 (高橋悠也) | 치아키 코우이치 (千明孝一)             | 나오야 타카시 (直谷たかし)                    | 아마자키 마나무(天崎まなむ) 쿠마가이 카츠히로(熊谷勝弘) 이치하라 케이코(市原圭子) 마루야마 슈우지(丸山修二)                         | 히라타 유우조(平田雄三)                       |
| episode 02 | 天才か愚者か  | 천재인가 우자인가 | 타카하시 유우야 (高橋悠也) | 이와이 코우지(祝浩司)                  | 이와이 코우지(祝浩司)                         | 스즈키 나츠코(鈴木奈都子) | 히라타 유우조(平田雄三)                       |
| episode 03 | 理想か現実か  | 이상인가 현실인가 | 타카하시 유우야 (高橋悠也) | 나오야 타카시                          | 소쿠자 마코토 (則座誠) 후카세 시게루 (深瀬重) | 히다카 마유미(日高真由美) 사사키 카즈히로(佐々木一浩) 카네다 에이지(金田栄二)                                                       | 히라타 유우조(平田雄三)                       |
| episode 04 | 自由か束縛か  | 자유인가 속박인가 | 치아키 코우이치            | 朴久根夫 치아키 코우이치 나오야 타카시 | 朴久根夫                                      | 테시마 노리코(手島典子) 이세 나오코(伊勢奈央子) 사토 코노미(佐藤このみ) 이치하라 케이코(市原圭子) 나카노 유우키(中野裕紀)           | 히라타 유우조(平田雄三)                       |
| episode 05 | 昨日か明日か  | 어제인가 내일인가 | 타카하시 유우야            | 이와이 코우지                          | 요시다 슌지 (吉田俊司)                        | 칸다 타케시(神田岳) 후지타 마사유키(藤田正幸) 사이토 카오리(齋藤香織) 나카지마 요시코(中島美子) 시미즈 카츠스케(清水勝祐)           | 히라타 유우조(平田雄三)                       |
| episode 06 | 対立か降伏か  | 대립인가 항복인가 | 카이호 노리미츠 (海法紀光) | 소에타 타카히로 (そえたかずひろ)       | 마사키 신이치 (政木伸一)                      | 마루야마 슈우지 테시마 노리코 토쿠쿠라 에이치(徳倉栄一) 이세 나오코                                                                 | 쿠마가이 카츠히로                             |
| episode 07 | 人か神か      | 사람인가 신인가   | 타카하시 유우야            | 나오야 타카시                          | 나오야 타카시                                 | 이토 타이요쿠(伊藤大翼) 와타나베 마이(渡辺舞) 마루야마 슈우지 오노 카즈미(小野和美) 히가시지마 히사시(東島久志) 요시 메구미(吉村恵) | 히라타 유우조                                 |
| episode 08 | 有罪か無罪か  | 유죄인가 무죄인가 | 치아키 오쿠이치            | 이와이 코우지 이타이 히로키 (板井寛樹) | 후카세 시게루 이타이 히로키                   | 이치하라 케이코 이세 나오코 테시마 노리코 와타나베 마이 나카노 유우키 마루야마 슈우지                                               | 히라타 유우조                                 |
| episode 09 | 敵か味方か    | 적인가 아군인가   | 카이호 노리미츠            | 하카타 마사토시 (博多正寿)             | 이와이 코우지                                 | 마츠오 마사히코(松尾真彦) 테시마 노리코 마루야마 슈우지                                                                             | 히라타 유우조                                 |
| episode 10 | 天国か地獄か  | 천국인가 지옥인가 | 타카하시 유우야            | 요시카와 히로아키 (吉川博明)           | 코다카 요시노리 (小高義規)                    | 사토 요우코(佐野陽子) 스기사키 유카(杉崎由佳) 야나세 죠우지(柳瀬譲二) 사쿠라이 코노미(桜井木ノ実)                                   | 쿠마가이 카츠히로                             |
| episode 11 | 希望か破滅か  | 희망인가 파멸인가 | 타카하시 유우야            | 요시카와 히로아키 (吉川博明)           | 후카세 시게루                                 | 이세 나오코 이치하라 케이코 테시마 노리코 마루야마 슈우지 와타나베 마이 나카노 유우키 사토 코노미 나오야 타카시                     | 쿠마가이 카츠히로                             |
| episode 12 | 運と論理と    | 운과 논리와       | 타카하시 유우야            | 나오야 타카시                          | 나오야 타카시                                 | 이치하라 케이코 이세 나오코 테시마 노리코 마츠오 마사히코(松尾真彦) 미야자키 리에(宮崎里美) 나카노 유우키 마루야마 슈우지           | 히라타 유우조 쿠마가이 카츠히로 나오야 타카시 |

### 우리들, 라쿠로지부!
《우리들, 라쿠로지부!》(私たち、らくろじ部！)는 본편 직전 1분간 방영하는 쇼트 애니메이션이다. 여고생들이 카드 게임을 즐기는 일상 에피소드를 그린다. 메인 스태프는 감독과 총작화감독을 제외하고는 본편과 동일하다.

#### 등장 인물 (라쿠로지부)
스키나노카 아도(須木菜乃花 あど)
목소리 - 오자키 유카
후카이 론리(深井 ろんり)
목소리 - 마츠이 에리코
소노사키 운네(園咲 うんね)
목소리 - 니시모토 리미
엔드 씨(エンドーさん)
목소리 - 미야케 마리에

#### 각화 리스트 (라쿠로지부)
| 화수 | 연출                        | 작화감독                    |
| ---- | --------------------------- | --------------------------- |
| 1    | 이와타 카즈야(いわたかずや) | 사쿠라 미나미(佐倉みなみ)   |
| 2    | 이와타 카즈야(いわたかずや) | 나카무라 마유미(中村真由美) |
| 3    | 스케가와 히로히코(助川裕彦) | 시미즈 요시코(志水よしこ)   |
| 4    | 白幡良志之                  | 나카모리 카요(長森佳容)     |
| 5    | 김성민                      | 야마다 신야(山田真也)       |
| 6    | -                           | 스케가와 히로히코           |
| 7    | -                           | -                           |
| 8    | 이와타 카즈야               | 나카무라 마유미             |
| 9    | -                           | 타테구치 노리타카(立口徳考) |
| 10   | 스케가와 히로히코           | 스케가와 히로히코           |
| 11   | 김성민                      | 나카무라 마유미             |
| 12   | 나오야 타카시               | -                           |

### BD
| 권 | 발매일          | 수록화         | 규격품번  |
| -- | --------------- | -------------- | --------- |
| 1  | 2016년 3월 25일 | 제1화 - 제2화  | BCXA-1108 |
| 2  | 2016년 4월 22일 | 제3화 - 제4화  | BCXA-1109 |
| 3  | 2016년 5월 27일 | 제5화 - 제6화  | BCXA-1110 |
| 4  | 2016년 6월 24일 | 제7화 - 제8화  | BCXA-1111 |
| 5  | 2016년 7월 22일 | 제9화 - 제10화 | BCXA-1112 |

## 트레이딩 카드 게임
2016년 1월 28일에 부시로드에서 발매되었다.